# الاپالاوالا
الاپالاوالا (به لاتین: Alapalawala) یک منطقهٔ مسکونی در سری‌لانکا است که در استان مرکزی (سری‌لانکا) واقع شده‌است.